# Francoska renesansa
Francoska renesansa je bila kulturno in umetniško gibanje v Franciji med 15. in začetkom 17. stoletja. Obdobje je povezano z vseevropsko renesanso, ki jo je francoski zgodovinar Jules Michelet najprej uporabil za opredelitev umetniškega in kulturnega "preporoda" Evrope.
V obdobju francoske renesanse so opazni dogodki, kot je širjenje humanizma, zgodnje raziskovanje "Novega sveta" (kot sta Giovanni da Verrazzano in Jacques Cartier, odkritelja Nove Francije); razvoj novih tehnik in umetniških oblik na področju tiska, arhitekture, slikarstva, kiparstva, glasbe, znanosti in književnosti ter oblikovanje novih kodeksov družabnosti, bontona in diskurza.
Francoska renesansa se tradicionalno razteza od (grobo) francoskega vdora v Italijo leta 1494 v času vladanja Karla VIII. do smrti Henrika IV. leta 1610. Kronologija je, kljub nekaterim umetniškim, tehnološkim ali literarnim dogajanjem, povezanim z renesanso, prišla v Francijo prej (na primer z dvorom v Burgundiji ali papeškim dvorom v Avignonu). Črna smrt v 14. stoletju in stoletna vojna pa so Francijo gospodarsko in politično do konca 15. stoletja ošibile.
Vladavina Franca I. (od 1515 do 1547) in njegovega sina Henrika II. (od 1547 do 1559) se na splošno štejeta za vrh francoske renesanse.

## Beseda "renesansa"
Beseda "renesansa" je francoska beseda, katere dobesedni prevod je "preporod". Beseda renesansa je prvič uporabil in opredelil  francoski zgodovinar Jules Michelet (1798–1874) v svojem delu Histoire de France (zgodovina Francije) iz leta 1855 . Jules Michelet je renesanso iz 16. stoletja v Franciji opredelil kot obdobje evropske kulturne zgodovine, ki je predstavljala odmik od srednjega veka in ustvarjala sodobno razumevanja človeštva in njegovega mesta v svetu . Michelet je kot francoski državljan in zgodovinar trdil, da je renesansa francoska . Njegovo delo izvira iz uporabe francoske besede "Renaissance" v drugih jezikih.

## Umetnost
V poznem 15. stoletju je francoska invazija na Italijo in bližina živahnega burgundskega dvora (s flamskimi povezavami) prinesla francoski stik z blagom, slikami in ustvarjalnim duhom severne in italijanske renesanse in prve umetniške spremembe v Franciji so pogosto izvajali italijanski in flamski umetniki, kot sta Jean Clouet in njegov sin François Clouet in Italijani Rosso Fiorentino, Francesco Primaticcio in Niccolò dell'Abbate iz prve šole v Fontainebleauju (iz leta 1531).
Franc I. je leta 1516 povabil Da Vincija v Château d'Amboise in mu zagotovil Château du Clos Lucé, ki se je nato imenoval Château de Cloux, kot kraj za bivanje in delo . Leonardo, slavni slikar in izumitelj, je prispel s tremi svojimi slikami in sicer Mono Lizo, Sveto Ano in svetim Janezom Krstnikom, danes v lasti pariškega muzeja Louvre.
Umetnost obdobja Franca I. skozi Henrika IV. je pogosto navdihnjena s poznim italijanskim slikarskim in kiparskim razvojem, ki se običajno imenuje manierizem (med drugim tudi Michelangelo in Parmigianino), za katerega so značilne podolgovate in elegantne figure ter zanašanje na vizualno retoriko, vključno z razčlenjeno uporabo alegorije in mitologije.
Obstajajo številni francoski umetniki neverjetnih talentov v tem obdobju, med njimi slikar Jean Fouquet iz Toursa (ki je dosegel presenetljivo realistične portrete in izjemne iluminirane rokopise) ter kiparja Jean Goujon in Germain Pilon.

### Pozni manierizem in zgodnji barok
Henrik IV. je povabil umetnike  Dubreuila,  Frémineta in  Duboisa, da delajo v palači Fontainebleau in jih običajno imenujejo druga šola v Fontainebleauju.
Marija Medičejska, kraljica Henrika IV., je povabila flamskega slikarja  Rubensa v Francijo, umetnik pa je naslikal številna dela za kraljičino Luksemburško palačo v Parizu. Še en flamski umetnik, ki je delal za dvor, je bil Frans Pourbus mlajši.
Zunaj Francije, so za vojvode Lorene delali v zelo drugačnem poznem manierističnem slogu umetniki kot Jacques Bellange, Claude Deruet in Jacques Callot. Z malo stiki s francoskimi umetniki tega obdobja so razvili izrazit, ekstremen in pogosto erotičen manierizem (vključno z nočnimi prizori in nočnimi morami) in bili odlični v jedkanici.
- Franc I. Francoski, Jean Clouet in François Clouet (c.1535, olje na les) (Louvre).
- Eva, prva Pandora, Jean Cousin starejši (c.1550).
- Ligier Richier, Objokovanje Kristusa, cerkev St. Étienne, Saint-Mihiel
- Diana lovka, Šola Fontainebleau (1550–60) (Louvre).
- Dama pri kopanju, François Clouet (c.1570) (Narodna galerija, Washington).
- Spomenik vsebuje srce Henrika II. , Germain Pilon.
- Portret Gabrielle d'Estrées in vojvodine Villars, šola Fontainebleau, c.1594
- Allégorie de la Peinture et de la Sculpture, Ambroise Dubois
- Hijacinta in Climène pri jutranji toaleti, (detajl), prizor iz Pierre de Ronsarda Franciade, Toussaint Dubreuil (c.1602) (Louvre)
- Strop kapele svete Trojice, v dvorcu Fontainebleau, Martin Fréminet

## Arhitektura
Eden največjih dosežkov francoske renesanse je bila gradnja gradov v dolini Loare, ki niso bili več zasnovani kot trdnjave, ampak so kot palače užitka izkoristile bogastvo reke in dežele v regiji Loare in pokazale izjemno arhitekturno spretnost.
Stari grad Louvre v Parizu je bil obnovljen tudi pod vodstvom Pierra Lescota in postal jedro popolnoma novega renesančnega graščine (château). Zahodno od Louvra je Katarina Medičejska za njo zgradila Tuilerijsko palačo z obsežnimi vrtovi in jamo.
Vzpon Henrika IV. na prestol je prinesel obdobje množičnega urbanističnega razvoja v Parizu, vključno z gradnjo Pont Neufa, Place des Vosges (imenovan tudi "Kraljevi trg"), Place Dauphine in delov Louvra (med drugim Veliko galerijo).
- Parlement v Rouenu, primer zgodnje francoske gotske umetnosti in francoske renesanse (1499-1508)
- Château de Chenonceau (1515-1521), arhitekt Philibert de l'Orme
- Château d'Azay-le-Rideau (1518-1527)
- Château de Chambord (1519-1547)
- Château d'Écouen (1538-1550)
- Pierra Lescota krilo Louvra (1546-1556)
- Place des Vosges (1605-1612)
- Palais ducal de Nevers
- Château de Valençay
- Château du Clos Lucé, uradna rezidenca Leonarda da Vincija do njegove smrti 1519

## Vrtovi
Za francoske renesančne vrtove so bile značilne simetrične in geometrijsko zasajene površine ali parterji, rastline v loncih, poti iz gramoza in peska, terase, stopnišča in rampe, premikajoča se voda v obliki kanalov, kaskad in monumentalnih vodnjakov ter obsežna uporaba umetnih jam, labirintov in kipov mitoloških osebnosti. Vrtovi so postali podaljšek palač, ki so jih obkrožali in so bili zasnovani tako, da ponazarjajo renesančne ideale mer in proporcev.
- Vrtovi Château de Villandry
- Vrt Diane de Poitiers v Château de Chenonceau
- Dianin vodnjak v vrtu palače Fontainebleau

## Glasba
Vojvodina Burgundija, večinoma francosko govoreče območje, združeno s kraljevino Francijo leta 1477, je bilo glasbeno središče Evrope v zgodnjem in srednjem 15. stoletju. Mnogi najbolj znani glasbeniki so prihajali iz Burgundije ali pa so tja odšli na študij; poleg tega je bilo konec 15. stoletja med burgundsko dvorno glasbeno ustanovo in francoskim dvorom in cerkvenimi organizacijami precejšnja izmenjava. Burgundski slog je rodil francosko-flamski slog polifonije, ki je obvladoval evropsko glasbo konec 15. in v začetku 16. stoletja. Vendar pa se je do konca 15. stoletja francoski narodni značaj v glasbi francoskih kraljevskih in aristokratskih dvorov, pa tudi večjih centrov cerkvene glasbe, razlikoval. Francoski skladatelji tega časa so se v glavnem izogibali temačnim barvam francosko-flamskega sloga in si prizadevali za jasnost linije in strukture, v sekularni glasbi, kot so šanson, lahkotnost, pevnost in priljubljenost. Guillaume Dufay in Gilles Binchois sta dva opazna primera burgundske šole v obdobju zgodnje renesanse.
Najbolj znan skladatelj v Evropi, Josquin des Prez, je nekaj časa delal na dvoru Ludvika XII. in tam verjetno sestavil nekaj najbolj znanih del (njegova prva postavitev Psalma 129, De profundis, je verjetno napisana za pogreb Ludvika XII. leta 1515). Franc I., ki je postal kralj tistega leta, je ustvaril bogato glasbeno ustanovo kot prednostno nalogo. Njegovi glasbeniki so šli z njim na potovanja in tekmoval s Henrikom VIII. v Camp du Drap d'Or leta 1520 za najbolj veličastno glasbeno zabavo; verjetno je dogodek režiral Jean Mouton, eden najbolj znanih skladateljev moteta zgodnjega 16. stoletja po Josquinu.
Daleč najpomembnejši prispevek Francije h glasbi v renesančnem obdobju je bil šanson. Šanson je bil raznovrstna sekularna pesem zelo raznolike narave, ki je vključevala nekaj najbolj priljubljene glasbe 16. stoletja. V Evropi se je pelo veliko šansonov. V začetku 16. stoletja je zaznamoval daktil (dolg, kratek) in kontrapunkt, ki ga je kasneje prevzela italijanska cancona, predhodnica sonate. Običajno so bili šansoni za tri ali štiri glasove, brez instrumentalne spremljave, najbolj priljubljeni primeri pa so bili neizogibno izdelani tudi v instrumentalni različici. Slavni skladatelji teh "pariških" šansonov sta bila Claudin de Sermisy in Clément Janequin. Janequinova La guerre, napisana za praznovanje francoske zmage pri Marignanu leta 1515, posnema zvoke topov, krike ranjenih in trobente, ki signalizirajo napad in umik. Kasnejši razvoj šansona je bil slog musique mesurée, kot je prikazan v delu Claudea Le Jeunea: ta vrsta šansona temelji na razvoju skupine pesnikov, znanih pod imenom Pléiade pod Jean-Antoine de Baifom. Ritem se je natančno ujemal s stresnimi poudarki verza, da bi zajel nekaj retoričnega učinka glasbe v antični Grčiji (naključno in očitno nepovezano gibanje v Italiji je bilo istočasno znano kot florentinska Camerata). Proti koncu 16. stoletja je šanson postopoma zamenjal  air de cour, najbolj priljubljen tip vokalne glasbe v Franciji v pozni renesansi in zgodnjem baroku, od približno leta 1570 do okoli 1650. V času vladanja Ludvika XIII., je bila to prevladujoča oblika posvetne vokalne kompozicije, zlasti na kraljevem dvoru.
Doba religioznih vojn je močno vplivala na glasbo v Franciji. Protestanti so pod vplivom kalvinizma ustvarili vrsto religiozne glasbe, ki se je precej razlikovala od pisanih latinskih motetov, ki so jih napisali njihovi katoliški kolegi. Tako protestanti kot katoličani (zlasti protestantski simpatizerji med njimi) so ustvarili različico šansona, znanega kot chanson spirituelle, ki je bil kot posvetna pesem, vendar je opremljen z verskim ali moralizirajočim besedilom. Claude Goudimel, protestantski skladatelj, ki je bil najbolj znan po svojih kalvinističnih psalmih, je bil umorjen v Lyonu med pokolom na dan svetega Jerneja. Vendar pa v času konflikta niso bili ubiti le protestantski skladatelji; leta 1581 je bil Antoine de Bertrand, plodni katoliški skladatelj šansonov, umorjen v Toulousu od protestantske mafije.